# Andreas Georg Adam Moltke
Andreas Georg Adam Moltke (23. oktober 1780 på Krogerup – 21. oktober 1846 på Frederiksberg) var en dansk officer.
Han fødtes 23. oktober 1780 på Krogerup. Ved sin formående faders, general Adam Ludvig Moltkes, indflydelse blev han, endnu ikke tre år gammel, imod de gældende bestemmelser udnævnt
til sekondløjtnant i falsterske Infanteriregiment. Dette forhindrede dog ikke, at han blev holdt til bogen, og medens han i hæren stod som premierløjtnant (fra 1791), blev han 1796 dimitteret med udmærkelse fra Aalborg Latinskole. Året efter tog han filosofisk eksamen, men så tiltrådte han tjenesten i regimentet (3. jyske), hvor han blev stående til sin afgang fra hæren. Han blev kaptajn 1799, kammerjunker 1802, major 1807 samt oberstløjtnant og kammerherre 1812.
I 1801 blev han sendt til Fladstrand til forsvar af det derværende kastel; om efteråret lod faderen ham inspicere kystsignalerne i Jylland. Under Englandskrigene førte han som næsten hele hæren en omflakkende tilværelse og gjorde sig særlig bemærket ved utrættelig virksomhed som højstkommanderende på Samsø og Kyholm. 1816 blev han Sø- og Landkrigskommissær i 3. jyske Distrikt, som han, der 1826 blev generalkrigskommissær, 1836 ombyttede med 1. sjællandske Distrikt. 2 år derefter søgte og fik han dog allerede sin afsked. Død på Frederiksberg 21. oktober 1846. Han har forfattet nogle lejlighedsdigte.
Gift 30. oktober 1804 med Amalia Mariane Christiane Oldenburg (15. oktober 1780 – 21. august 1848), datter af kammerråd Johan Joachim Oldenburg (d. 1804) og dennes 1. hustru, Amalia Christiana (Charlotte) Frederika f. Giese (d. 1780).